# Tarnaörs

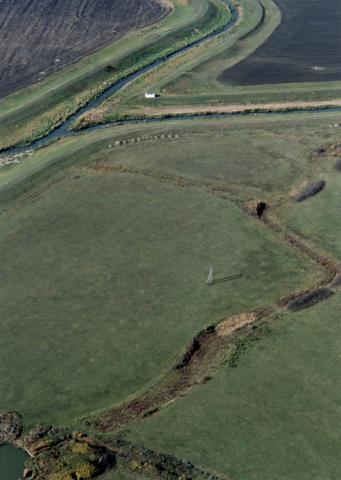

Tarnaörs község Heves vármegye Hevesi járásában.

## Fekvése
A vármegye déli szélén fekszik, a Tarna két ága között, Hevestől 21, Gyöngyöstől pedig 28 kilométer távolságra.
A közvetlen szomszédos települések: észak felől Erk, kelet felől Jászszentandrás, délkelet felől Jászapáti, dél felől Jászdózsa, északnyugat felől pedig Jászárokszállás és Visznek.

### Megközelítése
Közúton három irányból közelíthető meg: Jászárokszállás és Tarnaméra-Erk felől a 3205-ös úton, Jászdózsa felől pedig a 3229-es úton.
Délnyugati határszálét érinti a Vámosgyörk–Újszász-vasútvonal, de annak nincs megállási pontja a területén. A legközelebbi vasúti csatlakozási lehetőséget így Jászdózsa megállóhely kínálja, mintegy 4 kilométerre délre, vagy Jászárokszállás vasútállomás, mintegy 11 kilométerre északnyugatra.

## Története
Első írásos említése egy 1264-ben kiadott oklevélben történik T.Wrs névalakban Ekkor nyerte adományul a települést az Aba nemzetségből való II. Kompolt, kinek Péter és Pál nevű fiait 1291-ben III. András király is megerősítette Tarnaörs, valamint Vámosgyörk, Detk és Domoszló birtokában. 
1522-ig az Aba nembeli Kompolti családé, ekkor a kölcsönös örökösödési szerződés értelmében Országh Mihályé lett. Az Országh család fiúágának kihalásával 1606-tól a Nyáryak leszármazottai, főleg a Hallerek bírták.

Eger visszafoglalásának idején, 1687-ben a falu elpusztult, és 20 éven át néptelen volt. 1710-ben a Nyáry-örökösök majorsági birtokot létesítettek itt. A tarnaörsi táborban halt meg Vak Bottyán, Rákóczi tábornoka.

A 18. század közepén az Orczyak fölvásárolták a részbirtokokat, és 1770-ben már az egész falu az Orczy családé. A falu lélekszáma 1787-ben 901 fő, 1869-ben majdnem duplája, 1602 fő.
Lakói ma is hozzáértéssel művelik földjeiket, gazdálkodással teremtve meg anyagi biztonságukat.

## Közélete

### Polgármesterei
- 1990–1994: Papp István (független)[3]
- 1994–1998: Nyúl György (független)[4]
- 1998–2002: Nyúl György (független)[5]
- 2002–2006: Almádi János (független)[6]
- 2006–2010: Almádi János (független)[7]
- 2010–2014: Almádi János (független)[8]
- 2014–2019: Almádi János (független)[9]
- 2019–2024: Almádi János (független)[10]
- 2024– : Gunics Zsolt (független)[1]

## Népesség
A település népességének változása:
| Lakosok száma | 1812 | 1797 | 1822 | 1841 | 1837 | 1788 | 1828 |
|               | 2013 | 2014 | 2015 | 2021 | 2022 | 2023 | 2024 |

2001-ben a település lakosságának 84%-a magyar, 16%-a cigány nemzetiségűnek vallotta magát.
A 2011-es népszámlálás során a lakosok 83,5%-a magyarnak, 24,1% cigánynak, 0,2% németnek, 0,3% románnak mondta magát (16,1% nem nyilatkozott; a kettős identitások miatt a végösszeg nagyobb lehet 100%-nál). A vallási megoszlás a következő volt: római katolikus 67,7%, református 1,5%, evangélikus 0,2%, görögkatolikus 0,2%, felekezeten kívüli 4,5% (24,9% nem nyilatkozott).
2022-ben a lakosság 93%-a vallotta magát magyarnak, 36,5% cigánynak, 0,1-0,1% németnek, horvátnak és szerbnek, 1,4% egyéb, nem hazai nemzetiségűnek (6% nem nyilatkozott; a kettős identitások miatt a végösszeg nagyobb lehet 100%-nál). Vallásuk szerint 59,4% volt római katolikus, 0,9% református, 0,6% görög katolikus, 0,1% ortodox, 0,7% egyéb keresztény, 0,8% egyéb katolikus, 5,7% felekezeten kívüli (31,8% nem válaszolt).

## Nevezetességei
- Római katolikus templom. Egyhajós, egy homlokzati tornyos, barokk stílusú. Szent Miklós tiszteletére felszentelt. Oldalkápolnája a régi kora gótikus stílusú 15. századi templom szentélye volt.
- Orczy-kastély. Az 1700-as években épült, összekapcsolva egy középkori eredetű épületkomplexummal. 1784-től ebben a kastélyban élt Orczy Lőrinc. A kastély egy udvar köré épült. Északi oldalán egyemeletes barokk főépület található, hozzá csatlakozó földszintes, klasszicista házakkal. A déli oldalon klasszicista lovarda áll. 1980 körül elbontották, ma egy 2001-ben épített óvoda áll az alapjain, és egy orvosi rendelő, amelyek az eredeti kastély és lovarda mására épültek. * Homokpusztán a Szent Anna kápolna egyhajós barokk stílusú épület, az 1700-as években épült.

## Ismert emberek

### Tarnaörsön születtek
- Itt született 1718. augusztus 9-én Orczy Lőrinc báró, költő, főispán.
- Itt született 1865. szeptember 27-én báró Orczy Emma (1865–1947), a kisgyermekkorától Angliában élő, angolul alkotó írónő, A Vörös Pimpernel című regény alkotója. A Vénusz bolygón kráter is őrzi a nevét.

## További informácuók
- Tarnaörs az utazom.com honlapján